# Synasellus favaiensis
Synasellus favaiensis is een pissebed uit de familie Asellidae. De wetenschappelijke naam van de soort is voor het eerst geldig gepubliceerd in 1974 door Eiras.